# Cine Barceló
El Cine Barceló va ser un edifici dissenyat com a cinema a Madrid. L'arquitecte va ser Luis Gutiérrez Soto, que el va projectar el 1930. Es tracta d'un edifici d'estil racionalista. Destaca per la representació d'iconografia naval, amb una façana estructurada en franges i buits horitzontals, que té una clara influència de l'arquitectura mendelsohniana (racionalisme expressionista espanyol).

## Història
L'edifici es va construir com un cinema de barri en una cantonada del carrer Barceló y Larra, davant dels Jardines del Hospicio. El solar té una planta trapezoïdal, amb l'accés principal a l'eix axial del trapezi. La distribució de l'interior va aconseguir una menció en l'obra d'Ernst Neufert "L'art de projectar en arquitectura". Luis Gutiérrez va dissenyar una façana amb un aspecte aerodinàmic. Es va inaugurar el desembre del 1931 amb la pel·lícula El cantor desconegut, dirigida per Victor Tourjansky el 1931. El 4 de desembre de 1974 es va projectar al cinema Barceló l'última pel·lícula. L'any 1980, l'edifici del cinema es va convertir en una sala de festes pertanyent a la cadena de discoteques Pachá i l'interrior va ser reformat per l'arquitecte Jordi Goula. Llavors es va retirar el cartell del cinema per posar-hi el de la discoteca. L'abril del 2013, per diferències en la gestió entre l'amo de la firma Pachá i el propietari de l'edifici, es va trencar la relació entre tots dos i l'icònic edifici racionalista va quedar deslligat de la franquícia d'entreteniment.

## Característiques
L'entrada principal està situada al vèrtex, fent cantonada amb el carrer Barceló y Larra (en honor del mariner nascut a Mallorca l'any 1717 Antoni Barceló). A l'entrada hi ha dos nuclis principals d'escales que donen pas al vestíbul. El cinema tenia un aforament de 1.210 localitats. El primer propietari va ser Nicolás Hermosilla, i l'últim, el 1980, va ser l'industrial Rafael Mateo Tarí. A la terrassa de l'edifici hi havia un cinema que es posava en servei les nits d'estiu i que s'anunciava com la Gran Terrassa del Barceló.